# Universidad de Seijo
La universidad de Seijo (成城大学 Seijō Daigaku) es una universidad privada en Seijo, Setagaya (Tokio), Japón bajo el control del instituto Seijo Gakuen. La universidad tiene sus orígenes en Seijo Gakuen, y fue fundada en 1917 por el Masataro Sawayanagi, antiguo ministro de educación. Antes de la Segunda Guerra Mundial el sistema de educación pasó a ser llamado “Seijo Higher School” y partir de 1950 se empezó a llamar Universidad de Seijo.
Es una de las cuatro universidades de Tokio junto a Musashi, Sekei, Gakushuin. Tiene escuelas de posgrado de Economía, Literatura, Leyes e Innovación social.
Además cuenta con la biblioteca universitaria de Seijo, el Media Work Centre (MNC), la oficina internacional de intercambios (IEO), y centros de folclore japonés, economía, leyes contemporáneas y estudios globales.